# Ignacio Hierro
Ignacio Hierro González (Città del Messico, 22 giugno 1978) è un ex calciatore messicano, di ruolo difensore.

## Palmarès

### Club

#### Competizioni internazionali
- CONCACAF Champions League: 1

Pachuca: 2002

#### Competizioni nazionali
- Campionato messicano: 1

Pachuca: Apertura 2003